# 竹内勝蔵
竹内 勝蔵（たけうち かつぞう、1879年〈明治12年〉8月31日 - 1947年〈昭和22年〉3月13日）は、日本の政治家、実業家。群馬県前橋市長。族籍は群馬県平民。前名は徳太郎。兄の竹内清次郎と竹内合名会社を経営し、共に前橋市における実業界の重鎮だった。

## 経歴
1879年（明治12年）8月31日、現在の群馬県前橋市本町に生まれる。先代・勝蔵の長男。父・勝蔵は下村善太郎と共に市のために努力した。1889年（明治22年）、家督を相続し前名徳太郎を改めた。1897年（明治30年）、慶應義塾高等科を卒業した。実業界に入った。1904年（明治37年）群馬県蚕糸業同業組合連合会長、1905年（明治38年）前橋市学務委員、1914年（大正3年）上毛倉庫取締役、1921年（大正10年）竹内撚織株式会社取締役を歴任。
1925年（大正14年）9月16日、前橋市長に就任し、1929年（昭和4年）に再選されて1931年（昭和6年）10月26日まで務めた。市長としては上水道布設、敷島公園整備、城東小学校開設、市立家政女学校の開設、群馬会館新築寄付などの成果を残した。
龍興社代表。その他前橋商業会議所議員であった。

## 人物
読書家であった。群馬県在籍。住所は前橋市本町。墓所は明聞寺。

## 家族・親族

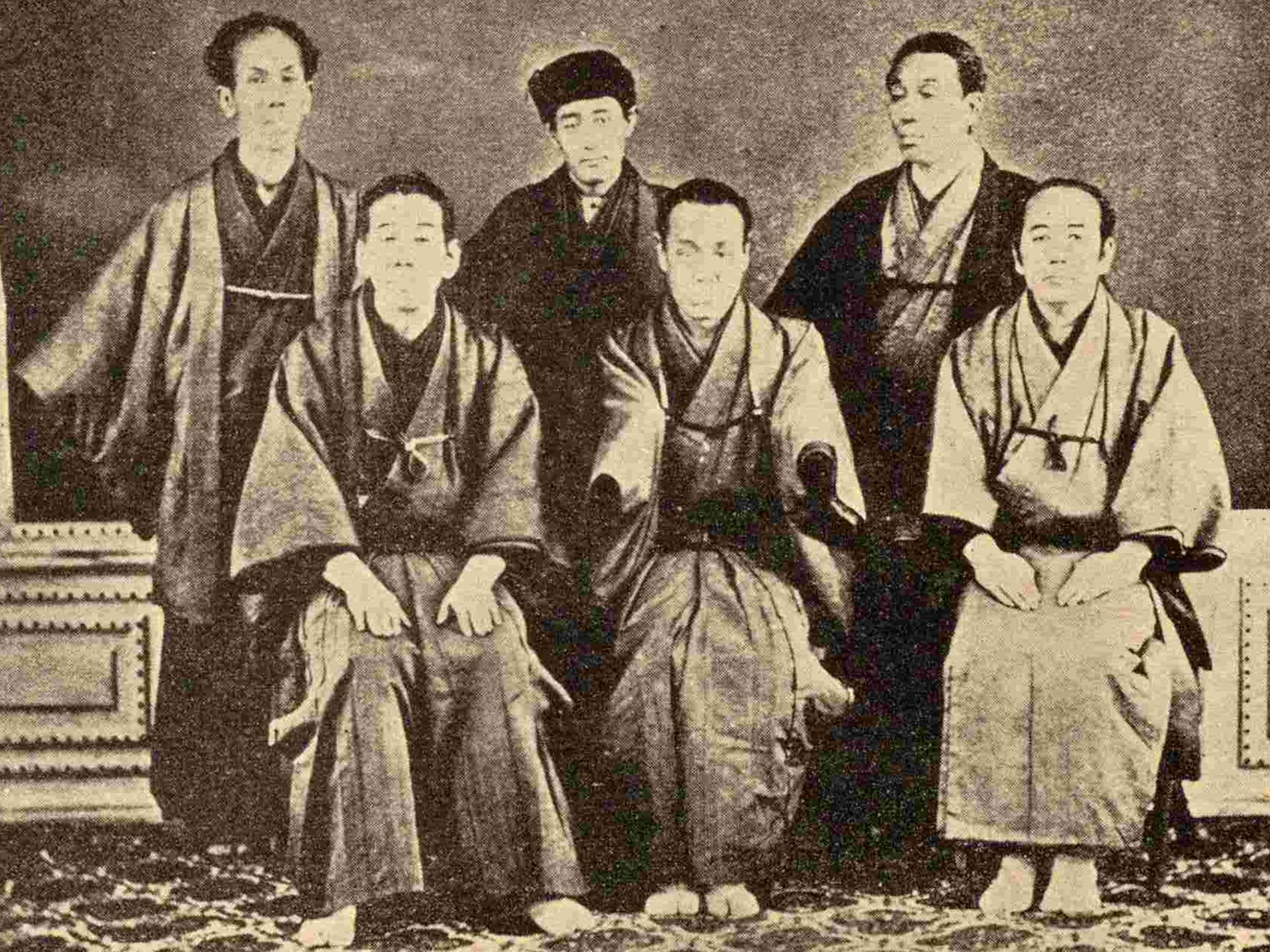
県庁誘致に取り組んだ前橋の有力者。後列中央が竹内勝蔵、前列左が下村善太郎。

竹内家
- 父・勝蔵[3][5][6]/勝造[4] - 天保3年（1832年）10月、前橋本町に生まれる[6]。横浜開港と同時に中居屋重兵衛を介して生糸輸出を始め財をなした[6]。1876年（明治9年）群馬県庁の前橋への誘致にあたっては千円を寄付している[10]。1879年（明治12年）前橋町会議長[11]。1890年（明治23年）没[6]。
- 母・いわ - 天保7年（1836年）生、群馬・磯田善次郎の四女[4]
  - 養兄・清次郎
  - 姉・てつ - 1870年（明治3年）生、竹内清次郎の妻[3]
  - 妻・モト - 旧姓・中村[12]。1887年（明治20年）[4][12]、横浜の茂木保平の妹として生まれ、1907年（明治40年）に勝蔵と結婚[13]。跡見女学校在学時代から短歌を詠んだが、前橋で大沢雅休に師事して短歌雑誌『野菊』の会員となり投稿を行った[13]。歌人としては茂登子の名で歌集『水楢』を発表している[13]。1948年（昭和23年）11月16日没[13]。広瀬川沿いに茂登子・浜子2人の句碑が建立されている[13][12]。
    - 長男・英之助 - 1908年（明治41年）生[3]
    - 次女・浜子 - 1911年（明治44年）前橋に生まれる[12]。前橋高等女学校を経て実践女学校に進んだが、病気のため中退[12]。母同様短歌を詠んだが1937年（昭和12年）に病死[13][12]。死後歌集『こでまり』が出版された[13][12]。
    - ほかに長女、二男、三男、四男[4]

親戚
- 茂木惣兵衛（実業家）